# 乃木坂美夏の麻衣ふぇあれいでぃお!
乃木坂美夏の麻衣ふぇあれいでぃお!（のぎざかみかのまいふぇあれいでぃお）は、2008年4月から2009年2月までアニメ『乃木坂春香の秘密』公式サイトから配信されていたインターネットラジオ番組である。終了後はリニューアルして『乃木坂美夏の麻衣ふぇあれいでぃお! ねくすとっ!!』が2009年3月から2010年4月まで配信された。

## 出演者
パーソナリティ
後藤麻衣 - 乃木坂美夏役
アシスタント
偽まる（川瀬浩平） - アニメプロデューサー（2作とも）。ジェネオン エンタテインメント → ジェネオン・ユニバーサル（合併により社名変更）。

## 配信
金曜日19時ごろ更新。ほぼ毎週更新だが、『ねくすとっ!!』の第1回から第4回までは月1回（毎月第1金曜日）更新だった。
バックナンバーは最新4回（最新回含む、『ねくすとっ!!』開始後は通算で計4回）。更新終了後も数ヶ月間、最後の4回が配信されていた。

## 概要
『乃木坂美夏の麻衣ふぇあれいでぃお!』は2008年4月11日よりアニメ公式サイトで配信開始。2009年2月27日の第44回で終了した。当初は1月で終了する予定だったが、延長された。
『乃木坂美夏の麻衣ふぇあれいでぃお! ねくすとっ!!』は、前番組『乃木坂美夏の麻衣ふぇあれいでぃお!』の後続番組として、間を空けず、2009年3月6日よりアニメ公式サイトで配信開始。メインパーソナリティ及びスタッフは前番組と同じ。アニメ第2期の製作決定を受けて前番組をリニューアルして配信を開始したが、配信開始決定時にアニメ第2期の内容がほとんど未定ということで、月1回のペースで配信開始となった。2009年7月からアニメ第2期の詳細が決定したため、前番組と同じく週1回の配信ペースになった。2010年4月30日の第47回で終了した。

## 内容
『乃木坂美夏の麻衣ふぇあれいでぃお!』も『ねくすとっ!!』も番組進行はほぼ同じである。
オープニングトークの後、後藤麻衣の「『乃木坂春香の秘密』製作委員会の提供で、乃木坂の隣の赤坂より元気でプリティにオンエアしております」で番組は始まる。番組を収録しているTACスタジオの最寄り駅である赤坂駅は、千代田線乃木坂駅の隣であることにかけている。
番組中はパーソナリティやゲストの私的トークを交えながら進行。番組挨拶は「のぎすくー」。ジングルは、番組オリジナルのジングルが順不同で流れる。
番組エンディング後に「今週のイチコレ」（『ねくすとっ!!』月1更新期は「今月のイチコレ」）という企画がある。『乃木坂美夏の麻衣ふぇあれいでぃお!』ではターン（仕切り）制で後藤麻衣と偽まるが交互に担当したが、『ねくすとっ!!』ではターンはなくなった。
公開録音や出張版では若干変化する。電撃文庫秋の祭典SPではオープニング後の口上に「時にはビター、時にはスウィートに」がついた。佐藤利奈がゲストの2008年10月10日配信の第26回は、ラジオタイトルを「天宮椎菜のラジオいかめし〜な!」として、「『乃木坂春香の秘密』製作委員会の提供で、乃木坂の隣の赤坂より元気で低反発にオンエアしております」で始まった。さらに、最初のジングルも「天宮椎菜のラジオいかめし〜な!」になっていた。
東京アニメセンター（秋葉原UDX）やコミックマーケットなどで行った公開録音がWEB配信とともに配信されることがあった。DVDの初回限定版には特典としても収録されているが、「今週のイチコレ」は、37回など一部を除き、（偽まる曰く）「大人の事情」でカットされている。

## コーナー

### 投稿コーナー（乃木坂美夏の麻衣ふぇあれいでぃお!）
- ふつおた
- ナイショの交差点（くろすろーど）
- オタですが何か?
- 乃木坂美夏の実はそーだんですっ!
- あのな、『ふたつ名』言ってみな!
- の○○○○を愛でる会（第21回の配信時に募集コーナーより消滅）
- 五箇条どーかしょ〜!（第21回の配信時から追加）

### 投稿コーナー（ねくすとっ!!）
- ふつおた
- お嬢様ダジャレ
- 目指せ!1級フラグ建築士
- 裏みっかみかにしてやんよ!
- みんなで作ろう!ノクターン女学院ラクロス部
- のぎざかはるかであいうえお!
- 続・オタですが何か?
- 真・乃木坂美夏の実はそーだんですっ!

### その他のコーナー
- 今月の電撃文庫の一冊!
- 「乃木坂春香の秘密」宣伝コーナー
- 「今週のイチコレ」（『ねくすとっ!!』月1更新期は「今月のイチコレ」）

## ゲスト
- 回数表示の「ね」は「ねくすとっ!!」。
- ※電話: 電話での出演
- ※コーナー: 1コーナーのみの出演

### 声優
- 生天目仁美（綾瀬ルコ・姫宮みらん 役）（第13、14回、ね第22回）
- 能登麻美子（乃木坂春香 役）（第15、16、41回、ね第17、18、46、47回）
- 清水香里（桜坂葉月 役）（第19、20回、ね第25、26回）
- 植田佳奈（七城那波 役）（第23、24回、ね第42、43回）
- 佐藤利奈（天宮椎菜 役）（第25、26回、ね第34、44、45回）
- 羽多野渉（綾瀬裕人 役）（第31、32回）
- 松来未祐（上代由香里・ドジっ娘アキちゃん 役）（第35、36回）

### 電撃作家
- 五十嵐雄策（原作者）（第1、2、17、18、29、30、44回、ね第1、2、3、4、6、8、12、13、14、22、31、34、43回）
- いとうのいぢ（『灼眼のシャナ』などのイラストレーター）（第10回※電）
- 上月司（『れでぃ×ばと!』著者）（第11※電話、21、22回）
- おかゆまさき（『撲殺天使ドクロちゃん』著者）（第17、18回、ね第3、13、14、22回）
- 時雨沢恵一（『一つの大陸の物語シリーズ』著者）（第29、30回、ね第22回）

### 電撃編集者
- 三木一馬（原作担当）（第1、2、8、17、18、44回、ね第2、03、22、23、24、34回）
- 和田敦（原作担当）（第1、2、4、5※コ[* 1]、8、12、16※コ[* 2]、21、22、28、29、30、42、44回、ね第1、2、4、5、6、8、10、12、19、20、27、28、29、30、31、34、39、44回）
- 川本亜希（第4、11、12、21、22回、ね第01回）
- 荒木人美（第9回※電話）

### ゲームのスタッフ
- 丸尾加奈江（アスキー・メディアワークス ゲームプロデューサー）（第27※コ[* 3]、38回※コ[* 3]）
- 宮下知幸（アスキー・メディアワークス ゲーム開発担当）（第37回※コ[* 3]）

### アニメのスタッフ
- 中山信宏（ジェネオンプロデューサー）（第28※電話、42回）
- くまのきよみ（主題歌作詞）（ね第22、35、36回）
- 玉井☆豪（脚本家）（ね第29、30回）
- 岩浪美和（音響監督）（ね第41回）

### コーナーゲストの出演コーナー
1. ↑  「オタですが何か?」にのみ出演。
2. ↑  「乃木坂美夏の実はそーだんですっ!」にのみ出演。
3. 1 2 3  『「乃木坂春香の秘密」宣伝コーナー』にのみ出演。

## 公開録音
| イベント                                               | 会場                 | 収録日         | 配信日         | ゲスト                                                                                                 |
| ------------------------------------------------------ | -------------------- | -------------- | -------------- | --- |
| RONDO ROBE in 秋葉原                                   | 東京アニメセンター   | 2008年05月17日 | 2008年5月30日  | |
| コミケ公録すぺしゃる!                                  | コミックマーケット74 | 2008年08月17日 |                | 丸尾加奈江、いとうのいぢ 喜多村英梨、真堂圭、門脇舞以、轟豊太 和田敦、三木一馬、五十嵐雄策、時雨沢恵一 |
| 電撃文庫秋の祭典SP                                     | 東京アニメセンター   | 2008年10月05日 | 2008年10月17日 | 能登麻美子、植田佳奈、佐藤利奈、清水香里、生天目仁美                                                   |
| 年忘れ公録すぺしゃる                                   | アソビットシティ     | 2008年12月29日 | 2009年01月23日 | 生天目仁美、玉井☆豪                                                                                    |
| ごまめ団結成記念公録すぺしゃる! inコミックマーケット76 | コミックマーケット76 | 2009年08月16日 | 2009年09月18日 | 五十嵐雄策、和田敦、時雨沢恵一、伏見つかさ、渡辺隆、川本亜希                                           |
| 電撃キャラクターフェスティバル2009                     | 幕張メッセ           | 2009年10月03日 | 2009年10月30日 | 生天目仁美、五十嵐雄策、三木一馬、おかゆまさき、時雨沢恵一、くまのきよみ                               |

## 特別番組

### 特別出張版
電撃文庫MAGAZINE増刊2008年11月号『とらドラ! VS 禁書目録』（2008年9月27日）の付録DVDに「乃木坂春香の麻衣ふぇあれいでぃお! とらVS禁書、どっちのアニメにショー!」が収録された。
ゲストは
『とらドラ!』チーム
喜多村英梨（川嶋亜美役）、湯浅隆明（電撃文庫編集部）、山中隆弘（キングレコード）
『とある魔術の禁書目録』チーム
井口裕香（インデックス役）、三木一馬（電撃文庫編集部）、中山信宏（ジェネオンエンタテインメント）

### 『うぇぶらじ@電撃文庫』メディアジャック
2011年7月10日配信の『うぇぶらじ@電撃文庫』第23回に後藤と川瀬が出演し、2011年8月からの「電撃文庫ぶっちぎり! メディアジャック!!フェア」に先行連動したメディアジャックをした。
番組冒頭約16分が『乃木坂美夏の麻衣ふぇあれいでぃお!』として進行し、『うぇぶらじ@電撃文庫』パーソナリティの三木一馬を交え「ふつおた」と「のぎざかはるかであいうえお!」を行った。また番組中ほどで「She Loves You」（本編では五十嵐雄策ゲスト出演回のコーナーだったが『うぇぶらじ@電撃文庫』パーソナリティのおかゆまさきが参加）を行った。事前に告知されていたのは「後藤とスペシャルゲストの出演」のみだったが、『乃木坂美夏の麻衣ふぇあれいでぃお!』が復活すると予想したリスナーから多数のメールが届いていた。

## テーマソング
回数表示の「ね」は「ねくすとっ!!」。
| タイトル                                                        | 使用回             | 歌                                              | 作詞     | 作曲・編曲 |
| --------------------------------------------------------------- | ------------------ | ----------------------------------------------- | -------- | ---------- |
| 秘密・こんぷらいあんす                                          | 第1回 – 第16回     | 乃木坂春香・乃木坂美夏 （能登麻美子・後藤麻衣） | UPLIFT   | 高木隆次   |
| みかづきぼっくす! -featuring 乃木坂美夏の麻衣ふぇあれいでぃお!- | 第17回 – ね第2回   | 乃木坂美夏（後藤麻衣）                          | 辻純更   | 松井俊介   |
| My Favorite Tune                                                | ね第3回 – ね第47回 | 乃木坂美夏（後藤麻衣）                          | 高木隆次 | 高木隆次   |